# Parafia św. Jacka w Mysłowicach
Parafia świętego Jacka – rzymskokatolicka parafia znajdująca się w Mysłowicach, w dzielnicy Morgi. Parafia należy do dekanatu mysłowickiego w archidiecezji katowickiej, erygowana 28 maja 1957 r.

## Historia
Pierwsze plany dotyczące budowy kościoła w Morgach czyniono już w 1929 r. Jednak projekt budowy kościoła w Morgach doczekał się realizacji dopiero 2 września 1945 r. za sprawą ks. prob. Alojzego Nowoka z Brzezinki. Kościół powstał w wyniku prac społeczności lokalnej. Do budowy wykorzystano cegłę rozbiórkową i inne materiały ze starego baraku oraz radiostacji, która uległa zniszczeniu podczas II wojny światowej. Projektantem kościoła był Franciszek Rygioł - miejscowy technik budowlany, który też osobiście nadzorował wszystkie prace. Kościół pod wezwaniem św. Jacka został poświęcony 24 listopada 1946 r. przez bp Juliusza Bieńka. W pierwszych latach swojej działalności kościół w Morgach pozostawał filią parafii w Brzezince. Pierwszym opiekunem i jednocześnie kapelanem parafii został w 1 kwietnia 1953 r. ks. kuratus Stanisław Daniel - katecheta gimnazjalny, a pierwszym kościelnym został Antoni Richter. 28 maja 1957 r. erygowano parafię św. Jacka.
W 1970 r. Siostry ze Zgromadzenia Sióstr Służebniczek Najświętszej Maryi Panny Niepokalanie Poczętej (Służebniczki Śląskie) [Congregatio Sororum Ancillarum Beatae Mariae Virginis Immaculatae Conceptae (de Silesia)], zakończyły swoją posługę w parafii opuszczając placówkę przy ul. Granicznej, w której zamieszkiwały od kilkunastu lat.

## Proboszczowie[1]
- ks. Stanisław Daniel, lokalista (1952 – 1953), kuratus (1953 – 1957), administrator (1957 – 1958), proboszcz (1958 – 1979)
- ks. Antoni Czapla, (1979 – 2003)
- ks. Damian Plesiński, (2003 – 2012)
- ks. Mirosław Dubiel, (2012 – nadal)

## Kapłani wywodzący się z parafii
- 1944 – ks. Józef Wurcel SDB
- 1954 – ks. Wiktor Sojka
- 1959 – ks. prał. Zygmunt Trocha
- 1976 – ks. Kazimierz Przegendza SChr
- 2003 – ks. Grzegorz Bracik

## Grupy parafialne
Na terenie parafii działa kilkanaście grup parafialnych:
- Apostolstwo Dobrej Śmierci,
- Apostolskie Dzieło Pomocy dla Czyśćca,
- Chór parafialny św. Jacka,
- Dzieci Maryi,
- Koło Przyjaciół Radia Maryja,
- Ministranci,
- Oaza Młodzieżowa,
- Róże Różańcowe,
- Zespół Charytatywny,
- Grupa modlitewna: Ziarno,
- Grupa Formacyjna Kobiet pw. św. Marty.